# 前进镇 (攀枝花市)
前进镇，是中华人民共和国四川省攀枝花市仁和区下辖的一个乡镇级行政单位。

## 行政区划
前进镇下辖以下地区：
前进社区、前进村、渡口社区村、普达村、高峰村、田堡村、永胜村、胜利村和宝鼎村。